# 압해로
압해로(Aphae-ro)는 전라남도 목포시 연산동 산정 교차로와 신안군 압해읍 송공리 송공항을 잇는 전라남도의 도로이다. 전 구간 국도 제2호선에 속했으나 2019년 4월 천사대교가 개통되면서 송공 교차로 ~ 송공항 구간이 국도 지정에서 제외되었다.

## 연혁
- 2008년 8월 28일 : 신안군 압해면 신장리 ~ 목포시 산정동 3.563km 구간 개통[1]

## 주요 경유지
전라남도
- 목포시 연산동 - 신안군 압해읍

## 노선
| 이름          | 접속 노선                            | 소재지              | 소재지                    | 비고                  |
| 용당로와 직결 | 용당로와 직결                        | 용당로와 직결       | 용당로와 직결             | 용당로와 직결         |
| ------------- | ------------------------------------ | ------------------- | ------------------------- | --------------------- |
| 산정 교차로   | 국도 제1호선 국도 제2호선 (고하대로) | 목포시              | 연산동                    | 국도 제2호선 구간     |
| 압해대교      |                                      | 목포시              | 연산동                    | 국도 제2호선 구간     |
| 신안군        | 압해읍                               |                     |                           | 국도 제2호선 구간     |
| 신안군        | 압해읍                               | 신장교              |                           | 국도 제2호선 구간     |
| 신안군        | 압해읍                               | 신장 교차로         | 국도 제77호선 (천사로)    | 국도 제2, 77호선 구간 |
| 신안군        | 압해읍                               | (압해농협 신장지소) | 수련의금길                | 국도 제2, 77호선 구간 |
| 신안군        | 압해읍                               | 분매리              | 거룡길 두지숭의길         | 국도 제2, 77호선 구간 |
| 신안군        | 압해읍                               | 압해읍사무소        | 구항길                    | 국도 제2, 77호선 구간 |
| 신안군        | 압해읍                               | 압해읍삼거리        | 국도 제77호선 (복룡로)    | 국도 제2, 77호선 구간 |
| 신안군        | 압해읍                               | 대천리              | 동서길                    | 국도 제2호선 구간     |
| 신안군        | 압해읍                               | (대천1리)           | 추섬길                    | 국도 제2호선 구간     |
| 신안군        | 압해읍                               | (송공산입구)        | 수락길                    | 국도 제2호선 구간     |
| 신안군        | 압해읍                               | 송공 교차로         | 국도 제2호선 (천사대교로) | 국도 제2호선 구간     |
| 신안군        | 압해읍                               | (분재공원입구)      | 수락길                    |                       |
| 신안군        | 압해읍                               | 송공항              |                           |                       |

## 주요 건물 및 시설
- 압해동초등학교 (전라남도 신안군 압해읍 압해로 378-6)
- 신안택배물류 (전라남도 신안군 압해읍 압해로 666)
- 한국국토정보공사 신안지사 (전라남도 신안군 압해읍 압해로 821)
- 신안군립도서관 (전라남도 신안군 압해읍 압해로 825)
- 압해섬마트 (전라남도 신안군 압해읍 압해로 851)
- 압해파출소 (전라남도 신안군 압해읍 압해로 864)
- 신안여객 (전라남도 신안군 압해읍 압해로 870)
- 압해농협하나로마트 (전라남도 신안군 압해읍 압해로 871-4)
- 압해농협 (전라남도 신안군 압해읍 압해로 874)
- 신안압해종합복지회관 (전라남도 신안군 압해읍 압해로 876-20)
- 압해읍사무소 (전라남도 신안군 압해읍 압해로 882)
- 신안군농업기술센터 (전라남도 신안군 압해읍 압해로 1042)
- 압해농협미곡종합처리장 (전라남도 신안군 압해읍 압해로 1300)
- 압해서초등학교 (전라남도 신안군 압해읍 압해로 1336-2)
- 목포해양경찰서 송공출장소 (전라남도 신안군 압해읍 압해로 1846)
- 송공여객선터미널 (전라남도 신안군 압해읍 압해로 1846-1, 1852-5)